# Interstate 5

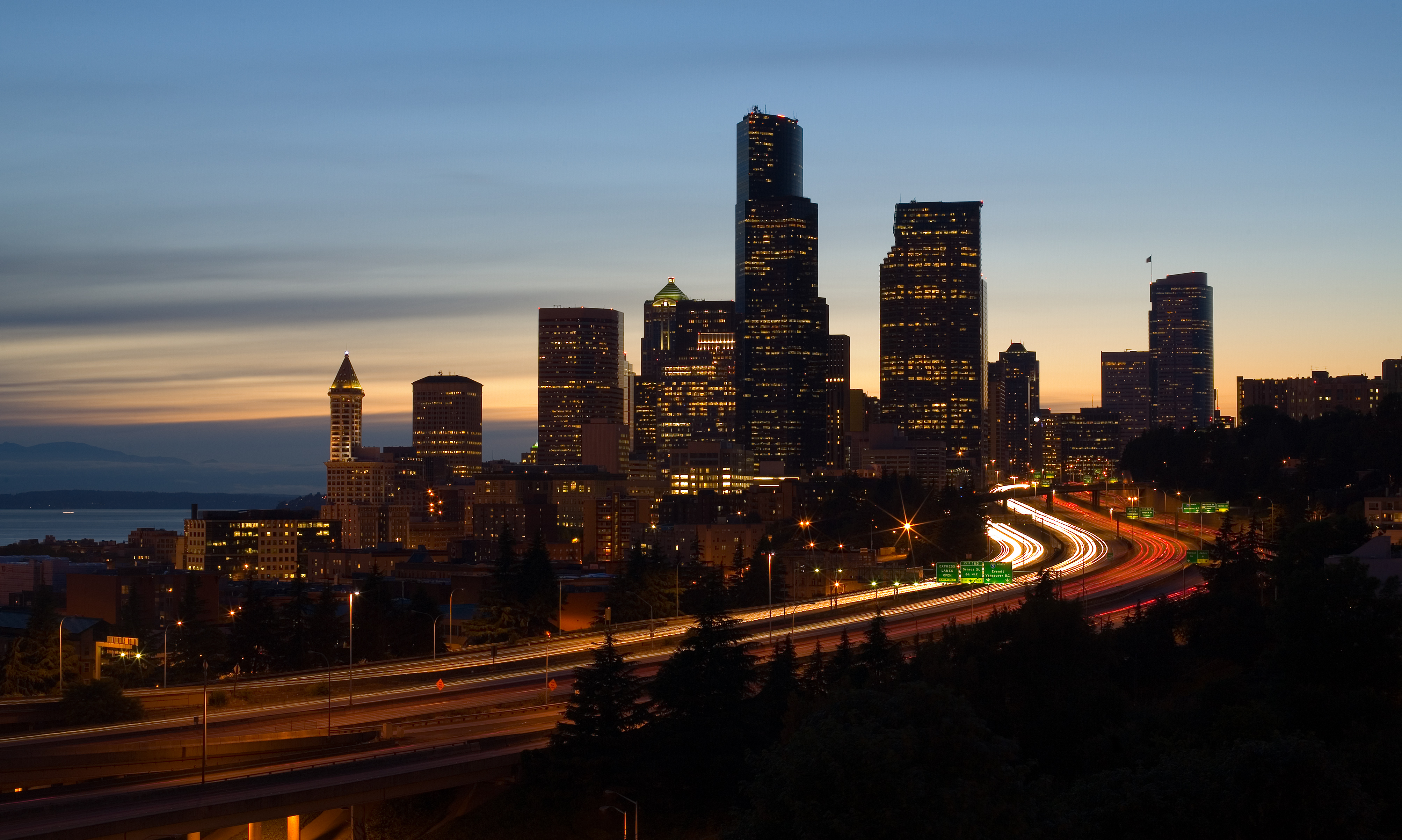
Interstate 5 v Seattlu

Interstate 5 je mezistátní dálnice v USA, která vede po pobřeží Tichého oceánu a spojuje Mexiko s Kanadou. Mezi důležitá města ležící na její trase patří San Diego, Los Angeles, San Francisco, Portland, Tacoma a Seattle.

## Délka
| míle    | km      | stát       |  |
|         |         |            |  |
| 796,53  | 1281,89 | Kalifornie |  |
| 308,14  | 495,90  | Oregon     |  |
| 276,62  | 445,18  | Washington |  |
|         |         |            |  |
| 1381,29 | 2222,97 | Celkem     |  |